# Свадьба (фильм, 2000)
«Сва́дьба» — фильм Павла Лунгина 2000 года. В том же году участвовал в основной конкурсной программе Каннского кинофестиваля и удостоен Специального приза жюри «За лучший актёрский ансамбль». Также фильм награждён премиями КФ «Окно в Европу» в Выборге, МКФ в Тромсё, «Золотой Овен» и КФ «Созвездие».

## Сюжет
Молодая девушка Таня возвращается из Москвы в родной город Липки. Всё вокруг ей знакомо с детства: дома и их жители, подруги и простой парень Миша, любящий её ещё со школы. На танцах, хлебнув водки для храбрости, Таня пообещала Мише подбросить монетку и, если выпадет орёл, она выйдет за него замуж.

«В основе сюжета очень простая история: жить не на что, а жениться хочется. Эти люди умеют быть счастливыми, умеют быть и несчастными. Знаете, к какой интересной мысли я пришел? Способность ощущать несчастье — это шаг к ощущению себя, а затем к формированию своей личности. Право быть несчастным — это один из этапов самосознания. В „Свадьбе“ есть кажущаяся простота истории о любви, за которой многое скрывается. Эта история очень человеческая, где-то наивная, и потому через неё проступает парадоксальность, иногда абсурдность нашей жизни».

— Павел Лунгин

## В ролях
| Актёр              | Роль                          |
| ------------------ | ----------------------------- |
| Марат Башаров      | Мишка Крапивин                |
| Мария Миронова     | Таня Симакова                 |
| Елена Верховская   |                               |
| Марина Голуб       | директор столовой             |
| Мария Голубкина    | Света                         |
| Олег Есауленко     | баянист                       |
| Владимир Кашпур    | дед Крапивин                  |
| Наталия Коляканова | Римма, тётка Тани из Харькова |
| Надежда Маркина    | сестра Мишки                  |
| Алексей Миронов    | участковый                    |
| Елена Новикова     | Зойка                         |
| Андрей Панин       | Гаркуша                       |
| Галина Петрова     | мать Мишки                    |
| Павел Поймалов     | Тофик                         |
| Илья Рутберг       | Ефим (тамада)                 |
| Владимир Сальников | отец Мишки                    |
| Валерий Сёмин      | священник-баянист             |
| Александр Семчев   | Борзов                        |
| Владимир Симонов   | Василий Бородин               |

## Съёмочная группа
- Авторы сценария:
  - Павел Лунгин
  - Александр Галин
  - Виктор Косаковский
- Режиссёр-постановщик: Павел Лунгин
- Продюсеры: Эрнст Вайсберг, Катрин Дюссар
- Оператор-постановщик: Александр Буров
- Композитор: Владимир Чекасин
- Художник-постановщик: Илья Амурский